# Соціальна революція

Ежен Делакруа, «Свобода, що веде народ»

Соціа́льна револю́ція — в суспільних науках цей вид революції означає різку зміну соціального ладу за участю великих мас людей. Соціальні революції націлені на усунення перешкод на шляху розвитку суспільства. Класичні приклади соціальних революцій — часто звані великими англійська революція XVII століття і французька революція XVIII століття. Традиційно в західній історіографії їх пов'язували з руйнуванням «старого порядку» й утвердженням основ громадянського суспільства, у марксистській — із заміною феодального ладу буржуазним. Соціальна революція включає політичну революцію, оскільки центральним питанням будь-якої революції є питання про владу. Навпаки, політична революція може й не бути соціальною в повному сенсі слова, хоча соціальний момент у ній зазвичай грає важливу роль.

## У марксизмі та анархізмі
Соціальна революція — перехід до нового, прогресивнішого способу виробництва і облаштування суспільства. Її слід відрізняти:
- від еволюції — часткових і повільних змін, що поступово відбуваються в суспільстві;
- від реформ — перетворень «зверху» в рамках розвитку чинного ладу;
- від повстання — протидії «знизу» чинному ладу, що не веде до створення нового ладу. Повстання може стати приводом для соціальної революції;
- від виникнення нових і занепаду старих суспільно-економічних укладів і відповідних їм соціальних сил, що відбуваються без переходу влади (за марксизмом);
- від регресивних змін.

Можливі також надбудовні політичні революції без соціальних. У цьому випадку влада переходить до іншої групи всередині того ж класу. Наприклад, допуск до влади всього панівного класу або залучення ним союзників, що робить політичний режим демократичнішим (демократичні революції).